# Pierre-Jean-Marie Gendreau
Pierre-Jean-Marie Gendreau MEP (* 26. November 1850 in Le Poiré-sur-Vie, Département Vendée; † 7. Februar 1935) war ein französischer römisch-katholischer Ordensgeistlicher und Apostolischer Vikar von Hanoi.

## Leben
Pierre-Jean-Marie Gendreau trat der Ordensgemeinschaft der Pariser Mission bei und empfing am 7. Juni 1873 das Sakrament der Priesterweihe.
Am 26. April 1887 ernannte ihn Papst Leo XIII. zum Titularbischof von Chrysopolis in Arabia und zum Koadjutorvikar von West-Tonking. Der Apostolische Vikar von West-Tonking, Paul-François Puginier MEP, spendete ihm am 16. Oktober desselben Jahres die Bischofsweihe; Mitkonsekratoren waren der Apostolische Vikar von Zentral-Tonking, Wenceslao Oñate OP, und der Apostolische Vikar von Süd-Tonking, Louis-Marie Pineau MEP.
Pierre-Jean-Marie Gendreau wurde am 25. April 1892 in Nachfolge von Paul-François Puginier MEP Apostolischer Vikar von West-Tonking (später: Hanoi).